# Shōso Strip
Shōso Strip (勝訴ストリップ), também conhecido como Winning Strip, é o segundo álbum de estúdio da cantora e compositora japonesa Ringo Shiina, lançado em 31 de março de 2000 pela Toshiba EMI. A edição limitada inclui um encarte bônus e uma capa especial. 

## Recepção
O álbum atingiu a primeira posição nas paradas da Oricon Albums Chart e vendeu mais de dois milhões de cópias, sendo certficado pela RIAJ. Em 2007, a Rolling Stone Japan avaliou o álbum em 89º lugar na lista dos "100 Maiores Álbuns de Rock Japonês de Todos os Tempos".
Em 2012, Nanou fez um cover da canção "Tsuki ni Makeinu" em seu álbum Unsung.

## Faixas
| N.º            | Título                                 | Duração |  |
| 1.             | "Kyogen-shō" (虚言症)                  | 5:24    |  |
| 2.             | "Yokushitsu" (浴室)                    | 4:15    |  |
| 3.             | "Benkai Dobyusshii" (弁解ドビュッシー) | 3:16    |  |
| 4.             | "Gips" (ギブス)                        | 5:38    |  |
| 5.             | "Yami ni Furu Ame" (闇に降る雨)        | 5:03    |  |
| 6.             | "Identity" (アイデンティティ)          | 3:05    |  |
| 7.             | "Tsumi to Batsu" (罪と罰)              | 5:32    |  |
| 8.             | "Sutoishizumu" (ストイシズム)          | 1:46    |  |
| 9.             | "Tsuki ni Makeinu" (月に負け犬)        | 4:14    |  |
| 10.            | "Sakana" (サカナ)                      | 3:43    |  |
| 11.            | "Byōshō Public" (病床パブリック)       | 3:16    |  |
| 12.            | "Honnō" (本能)                         | 4:13    |  |
| 13.            | "Izon-shō" (依存症)                    | 6:23    |  |
| Duração total: | Duração total:                         | 55:55   |  |